# Siamo una Famiglia
Siamo una Famiglia (in slovacco: Sme Rodina) è un partito politico slovacco di orientamento nazionalista e conservatore fondato nel 2015.
Si presenta giuridicamente come successore del Partito dei Cittadini della Slovacchia (Strana Občanov Slovenska), fondato nel dicembre 2011 dal deputato Peter Marček e successivamente trasformatosi nel nuovo soggetto politico su iniziativa di Boris Kollár, già leader del movimento La Nostra Terra (Náš Kraj).

## Risultati elettorali
| Elezione          | Voti    | %    | Seggi    | Posizione         |
| ----------------- | ------- | ---- | -------- | ----------------- |
| Parlamentari 2016 | 172.860 | 6,63 | 11 / 150 | Opposizione       |
| Parlamentari 2020 | 237.531 | 8,24 | 17 / 150 | Maggioranza       |
| Parlamentari 2023 | 65,673  | 2,21 | 0 / 150  | extraparlamentari |

| Elezione     | Voti   | %    | Seggi  |
| ------------ | ------ | ---- | ------ |
| Europee 2019 | 31.840 | 3,23 | 0 / 14 |